# Osmylops armatus
Osmylops armatus är en insektsart som först beskrevs av Mclachlan 1867.  Osmylops armatus ingår i släktet Osmylops och familjen Nymphidae. Inga underarter finns listade i Catalogue of Life.